# 科西嘉岛制宪意见书

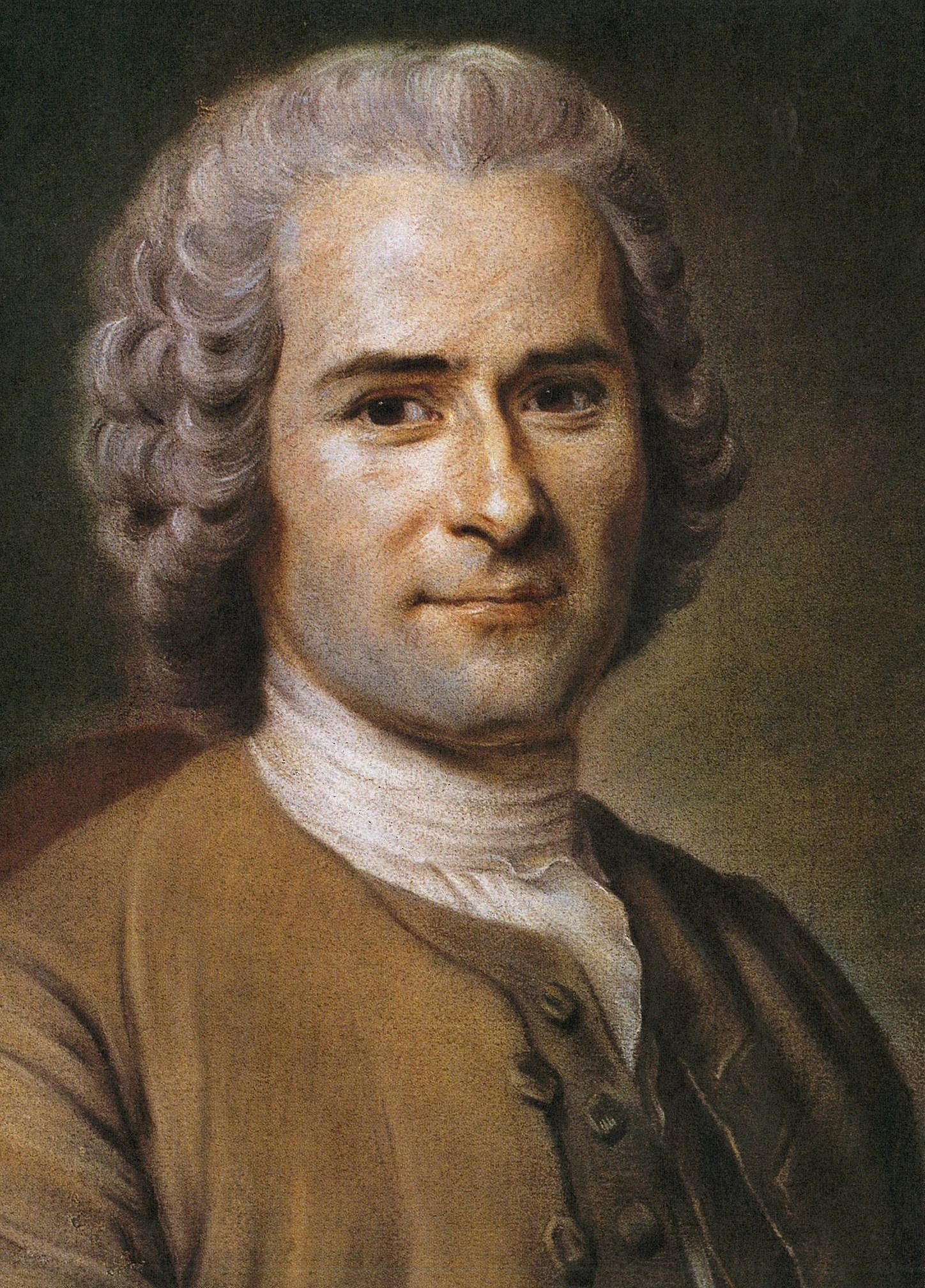

科西嘉岛制宪意见书 （法語：Project de constitution pour la Corse），是让-雅克·卢梭的三部政治學著作中的第二部。第一部是《社会契约论》，最后一部则是《论波兰政府》。

## 背景
1755年，科西嘉在巴斯夸·帕欧里（Pasquale Paoli）的领导下，摆脱了热那亚共和国的统治。在《社会契约论》中卢梭曾提到过科西嘉: 
在欧洲还有一个国家向立法者开放。这就是科西嘉岛。这些勇敢的人民所表现出来的勇敢和坚定能够重获和捍卫其自由，非常值得那些愿意教导他们如何保卫自由的智者的帮助。我预感到有一天这个小岛会让欧洲震惊。
1764年8月31日，卢梭收到一封來自马蒂奥·布塔福科（Matteo Buttafuoco）的信件，邀请卢梭成为在《社会契约论》中提到科西嘉时所说的“智者”，邀请他帮助科西嘉制定宪法，而他和帕欧里都会提供所需要的信息。1764年10月15日，卢梭回答说接受任务，但要求了解关于科西嘉岛的人民的历史细节。1765年5月26日，卢梭又给布塔福科写了一封信，声称他在余生将只对自己和科西嘉感兴趣了。卢梭使用他搜集和收到的材料，断断续续地写了一部初稿。1768年，法国吞并科西嘉，岛内开始施行法国的法律，于是卢梭的任务也无疾而终。

## 内容
《科西嘉岛制宪意见书》包含了卢梭丰富的政治和经济思想，一直受到政治哲学和思想史学者关注。卢梭对解放不久的科西嘉抱有希望，建议科西嘉人恢复经济民生、重新建立公民生活，同时对外敌再次入侵保持警惕，在国家实现发展之前不轻易进入国际贸易。科西嘉人的勇敢应受到称赞，但其恶习要受到告诫。由于农业有助于建立劳动者的美德、铲除贫穷，有利于国家健康，因此应鼓励人们过农业生活。科西嘉的首都不应建立在巴斯蒂亚港口，而是应该远离海岸。卢梭并不反对贸易，而是鼓励科西嘉人在岛内恢复商贸往来，在利于耕种的土地上从事农业，而在沼泽和干地上从事手工业和制造业，这些不同的地区之间应该使用实物或者货币交换商品，形成一种均衡。卢梭对金融持有怀疑态度，认为金融必须服务于实体经济。科西嘉人民分为三等：最年长的是“公民”（citoyen），中等是“爱国者”（patriote），年轻的则是“有志者”（aspirant）。政府应该控制教育和公共道德，有意识地实现瑞士各州无意之间形成的政治典范。

## 解读
传统上，学者认为卢梭反对科西嘉现代化，鼓吹农耕式的政治生后方式。其他学者则认为卢梭承认现代化不可避免，但认为立法者可以设计良好的政治经济发展模式，帮助科西嘉这样的共和国规避弊端，延长政治生命力。

## 评价
杜兰特（Will Durant）认为，卢梭在创作这部作品时仍受到《社会契约论》中所含思想的影响；这些思想在他最后一部政治作品《论波兰政府》中被抛弃了。达姆罗施（Leo Damrosch）评论说，科西嘉岛真的结束了惊人的欧洲，正如卢梭正确地预测，但是引起震惊的原因是它产生了拿破仑。他还认为帕欧里和布塔福科很可能并不打算使用卢梭起草的文件，他们只是想利用他的名字的威望。

## 学术文献
- Li, Hansong (2022). "Timing the Laws: Rousseau's Theory of Development in Corsica" （页面存档备份，存于） European Journal of the History of Economic Thought 29 (4): 1-32.[15]
- Hill, Mark (2017). “Enlightened ‘Savages’: Rousseau’s Social Contract and the ‘Brave People’ of Corsica” History of Political Thought 38 (3): 462–493.[16]
- Putterman, Ethan (2001). “Realism and Reform in Rousseau’s Constitutional Projects for Poland and Corsica” （页面存档备份，存于） Political Studies 49 (3): 481–494.[17]
- Venturi, Franco (1969). Settecento riformatore: L'Italia dei lumi, 1764–1790. Tomo Primo: La rivoluzione di Corsica. Le grandi carestie degli anni sessanta. La Lombardia delle riforme （页面存档备份，存于）. Torino: G. Einaudi.[18]